# Kolihapeltis
Kolihapeltis – rodzaj stawonogów z wymarłej gromady trylobitów, z rzędu Corynexochida. Żył w okresie dewonu. Jego skamieniałości znaleziono w Europie i Afryce.